# لوموند ديبلوماتيك
لوموند ديبلوماتيك (بالفرنسية Le Monde diplomatique) جريدة فرنسية شهرية مهتمة بتحليل الأراء السياسية والثقافة والشؤون المعاصرة. صنفت بعض المصادر هذه الصحيفة على أنهايسارية 
هذه الصحيفة مملوكة لشركة لوموند ديبلومتيك وهي شركة تابعة للوموند، والتي أعطت محرري هذه الجريدة استقلالية كاملة عن الصحيفة الأم. تنتشر حول العالم بـ 26 لغة (يبلغ عدد النسخ المطبوعة 2.2 مليون نسخة ).

## تاريخها

### 1989-1954
تأسست صحيفة لوموند في عام 1954 على يد هوبير بوف مري، الذي كان مؤسسا ورئيس تحريرها. وكانت تحمل عنوان "الدوائر الدبلوماسية والمنظمات الدولية الكبرى".
وقد وزعت في بدايتها 5000 نسخة، حيث تحتوي كل نسخة على 8 صفحات مكرسة للسياسة الخارجية والجيوسياسة. وفي يناير 1973، استلم كلود جوليان رئاسة التحرير لينجح في رفع مبيعاتها إلى خمسين ألف نسخة، ثم ارتفعت المبيعات مع قدوم ميشلان بوليت إلى 120 ألف نسخة في أقل من 20 سنة.
اتخذت صحيفة لوموند ديبلوماتيك مواقف مستقلة، منتقدةً إيدولوجيات الليبرالية الجديدة الممثلة بمارغريت ثاتشر ورونالد ريغان

### بعد الحرب الباردة
اتخذت الصحيفة مواقف حادة من السياسة الأمريكية بعد سقوط جدار برلين وحرب الخليج الثانية واصفة أيها بالحملة الصليبية الثانية. كما أفردت اهتمام خاص بتغطية الصراعات العرقية كحروب يوغسلافيا السابقة والإبادة الجماعية في رواندا والصراعات في القوقاز والشرق الأوسط إضافة إلى تغطية تكنولوجيا المعلومات الحديثة.